# همت (کالیفرنیا)
همت (به انگلیسی: Hemet) شهری در شهرستان ریورساید، کالیفرنیا ایالت کالیفرنیا است که در سرشماری سال ۲۰۱۰ میلادی، ۷۸۶۵۷ نفر جمعیت داشته است.